# Jacques Rogge
Jacques Jean Marie Rogge, conte Rogge (Gand, 2 maggio 1942 – Deinze, 29 agosto 2021), è stato un dirigente sportivo, velista e rugbista a 15 belga.
Ha ricoperto la carica di presidente del Comitato Olimpico Internazionale dal 2001 al 2013.
È stato nominato presidente onorario del CIO il 10 settembre, lo stesso giorno della fine del suo mandato come presidente.

## Biografia
In gioventù, Rogge ha gareggiato ai Giochi olimpici estivi negli sport nautici, più precisamente nella classe Finn, alle Olimpiadi del 1968 a Città del Messico, del 1972 a Monaco e del 1976 a Montréal; ha giocato anche nella Nazionale di rugby XV del Belgio.
Fra il 1989 ed il 1992 è stato presidente del Comitato Olimpico Interfederale Belga, fra il 1989 ed il 2001 presidente dell'associazione dei Comitati Olimpici Europei, diventando intanto - nel 1991 - membro effettivo del CIO, di cui raggiunge il comitato esecutivo nel 1998.
Nel 2001 è stato eletto successore di Juan Antonio Samaranch, il presidente che ha guidato il CIO per oltre vent'anni, ricoprendo la carica ininterrottamente dal 1980. Nel 2009 gli viene conferito l'ultimo mandato quadriennale alla guida del Comitato Olimpico Internazionale. Il suo secondo mandato è scaduto ufficialmente il 10 settembre 2013.
Alberto II, re del Belgio, lo ha nominato cavaliere, per poi elevarlo successivamente al grado di Conte.
È morto il 29 agosto 2021, presumibilmente per complicazioni della malattia di Parkinson di cui soffriva da tempo.